# János Kodolányi
János Kodolányi, född 13 mars 1899, död 10 augusti 1969, var en ungersk författare.
Kodolányi inledde sin karriär med naturalistiska noveller och romaner med motiv från bondelivet, men använde senare mytologiska teman och skrev bland annat en rad arkaiserande historiska romaner om magyarernas förhistoria. Flera av hans verk är översatta till många språk.